# 奥代耶库拉姆
奥代耶库拉姆（Odaiyakulam），是印度泰米尔纳德邦Coimbatore县的一个城镇。总人口11668（2001年）。

## 人口
该地2001年总人口11668人，其中男性5862人，女性5806人；0—6岁人口1156人，其中男576人，女580人；识字率59.51%，其中男性为68.42%，女性为50.52%。